# Jeffrey A. Wilson
Jeffrey Alan Wilson (* 6. September 1969 in Kalamazoo, Michigan) ist ein US-amerikanischer Paläontologe und außerordentlicher Professor am Fachbereich für Geo- und Umweltwissenschaften der University of Michigan sowie stellvertretender Kurator am Museum of Paleontology an der University of Michigan.

## Leben
Wilson wurde 1999 mit der Dissertation The evolution and phylogeny of sauropod dinosaurs zum Ph.D. an der University of Chicago promoviert. Im selben Jahr wurde er außerordentlicher Professor an der University of Michigan. Er widmet sich der Evolution und Paläobiologie der Sauropoden-Dinosaurier, der Wirbeltierpaläontologie Indo-Pakistans, der Untersuchung fossiler Spuren. Er besuchte das südliche Afrika und forschte dort 2007 und 2008 als Teil eines gemeinsamen südafrikanisch-argentinisch-amerikanischen Teams. In Lesotho untersuchten sie die Fährten in Quthing, die in einem Museum untergebracht sind, und in Maphutseng, wo sie dreidimensionale Daten, Fotos und Gipsabdrücke sammelten, aber keine fossilen Überreste entnahmen.
Zusammen mit Paul Sereno definierte Wilson die Kladen Macronaria und Somphospondyli.
Wilson war auch an der Entdeckung und Beschreibung von Pabwehshi pakistanensis beteiligt, den ersten Vertreter der Mesoeucrocodylia aus der Kreidezeit auf dem indischen Subkontinent, sowie an der Entdeckung von Rajasaurus narmadensis, dem am vollständigsten bekannten Theropoden-Dinosaurier aus Indien und einem Mitglied der Familie Abelisauridae, der Beschreibung einer Reihe nordafrikanischer Dinosaurier (Theropoden und Sauropoden) aus Niger und der Neubeschreibung des kreidezeitlichen Sauropoden Titanosaurus colberti (als Isisaurus) sowie die Revision von Nemegtosaurus (früher für einen Diplodocoiden gehalten, jetzt aber als Titanosaurier anerkannt).
Sein jüngerer Bruder, Gregory P. Wilson, befasst sich mit Säugetieren des Mesozoikums und ist gegenwärtig Assistenzprofessor am Fachbereich Biologie der University of Washington sowie Hilfskurator für Wirbeltierpaläontologie am Burke Museum of Natural History and Culture.

## Dedikationsnamen
Nach Wilson ist die frühe Säugetierart Dakshina jederi von Gondwana benannt, die jedoch gegenwärtig ein Synonym von Bharattherium bonapartei ist. Das Artepitheton bezieht sich auf Wilsons Spitznamen „Jeder“.

## Erstbeschreibungen von Jeffrey A. Wilson
Wilson war an den Erstbeschreibungen von folgenden Gattungen beteiligt:
- Afrovenator, 1994
- Deltadromeus, 1996
- Isisaurus, 2003
- Jobaria, 1999
- Nigersaurus, 1999
- Rajasaurus, 2003
- Rugops, 2004
- Spinostropheus, 2004
- Suchomimus, 1998